# Hvordan det videre gik den grimme ælling
Hvordan det videre gik den grimme ælling er en dansk tegnefilm fra 1982, der er instrueret af Jannik Hastrup efter eget manuskript.

## Handling
Filmen digter videre på H.C. Andersens eventyr om Den grimme ælling. Den voksne ælling får problemer med at skifte klasse og social status. Måske gør det alligevel noget, at man er vokset op i en andegård, når man skal klare sig blandt svanerne.